# Gotthold Hasenhüttl
Gotthold Nathan Ambrosius Hasenhüttl (* 2. Dezember 1933 in Graz) ist ein in Deutschland lebender Kirchenkritiker. Er war bis zu seiner Suspension als römisch-katholischer Priester und bis zum Entzug der kirchlichen Lehrerlaubnis als katholischer Hochschullehrer für Systematische Theologie tätig.
Theologisch folgt Hasenhüttl in seinen Überlegungen dem relational-dialogischen Ansatz, der Ideen des Existentialismus des 20. Jahrhunderts für die Systematik fruchtbar machen will. Er setzt sich für die Interkommunion, d. h. die gemeinsame Eucharistiefeier von Christen unterschiedlicher Konfessionen, und für die Aufhebung der Zölibatsverpflichtung für katholische Priester ein. Dieser Widerspruch zur katholischen Dogmatik und weitere Konflikte mit der Kirchenleitung wegen seiner Kritik an der von ihm als starr und fundamentalistisch orientiert wahrgenommenen Institution der römisch-katholischen Kirche führte 2003 zu seiner Suspendierung durch Reinhard Marx und 2006 zum Entzug der Lehrerlaubnis als katholischer Hochschullehrer. 2010 trat Hasenhüttl formell aus der römisch-katholischen Kirche aus.

## Akademische Laufbahn
Nach dem Besuch der Volksschule in seinem Geburtsort Graz sowie des dortigen Akademischen Gymnasiums studierte Hasenhüttl Philosophie und katholische Theologie, zunächst an der Universität Graz, ab 1953 in Rom an der Päpstlichen Universität Gregoriana. Hier erwarb er 1956 das Lizenziat der Philosophie sowie 1960 das der Theologie. 1959 empfing er in Rom die Priesterweihe.
1962 promovierte Hasenhüttl zum Dr. theol. Danach war er zwei Jahre als Kaplan in Sankt Lorenzen im Mürztal in der Steiermark tätig, bevor er 1964 als Assistent an die Universität Tübingen wechselte. Hasenhüttl war Wissenschaftlicher Assistent von Prof. Hans Küng am 1963/64 von Küng gegründeten Institut für Ökumenische Forschung.  1969 habilitierte er sich und begann zu lehren. 1972 promovierte er zum Dr. phil. mit einer Arbeit über den Gottesgedanken bei Sartre.
Von 1974 bis zu seiner Emeritierung 2002 war er Professor für Systematische Theologie an der Philosophischen Fakultät der Universität des Saarlandes. Seit 1989 ist er Vorsitzender der Internationalen Paulusgesellschaft. Seit 1993 ist er ordentliches Mitglied der Academia Scientiarum et Artium Europaea.
Beim Ökumenischen Kirchentag 2003 in Berlin zelebrierte er einen Gottesdienst nach römisch-katholischem Ritus und lud explizit alle Anwesenden zur Kommunion ein. Deshalb wurde er 2003 als Priester suspendiert, und 2006 wurde ihm die Lehrerlaubnis, das „Nihil obstat“, entzogen.
2010 trat er nach jahrelangem Streit mit den Hierarchen der Katholischen Kirche aus der Kirche als Körperschaft des öffentlichen Rechts aus. Er betonte, „selbstverständlich“ aber weiterhin der Glaubensgemeinschaft der Katholischen Kirche anzugehören.

## Positionen

### Theologie
Hasenhüttl schrieb 1979 in seinem Buch Kritische Dogmatik, dass der Glaube nie für sich in Anspruch nehmen dürfe, eine ewig gültige objektive Wahrheit zu sein. 2001 erschien sein Buch Glaube ohne Mythos, in dem er die These vertritt, dass sich Gott in der Liebe zwischen den Menschen zeige. Es sei zweitrangig, ob Jesus gelebt habe, und die Eucharistie sei Realsymbol für Jesus Christus, gleichsam ein „himmlisches Bild“.
Hasenhüttl versteht Gott als Ereignis der Liebe im zwischenmenschlichen Kontext, fordert einen Paradigmenwechsel vom Juridischen hin zum Charismatischen. Nach seiner Aussage habe „Jesus selbst keine Kirche gegründet. Er hat ihr daher a fortiori keine institutionelle Struktur gegeben; ein hierarchisches Prinzip hat mit dem Wesen der Kirche nichts zu tun.“
Hasenhüttl wurde von der römischen Glaubenskongregation vorgeworfen, er vertrete „irrige und unhaltbare Lehrmeinungen“ und interpretiere die katholische Lehre in „ungebührlicher und abwegiger Weise“. Hasenhüttls Haltung wurde von Leo Scheffczyk und von Joseph Ratzinger kritisiert. Ratzinger sagte, Hasenhüttl habe eine Dogmatik geschrieben, „in der er uns sagt, dass es Gott als eine in sich seiende Wirklichkeit gar nicht gibt, sondern lediglich ein Begegnungsereignis sei, […] eine gewisse Weise der Mitmenschlichkeit“, das sei „nicht katholisch“.

### Interkommunion mit Nichtkatholiken
Am Rande des ökumenischen Kirchentags 2003 in Berlin feierte Hasenhüttl in der evangelischen Gethsemanekirche einen so bezeichneten „Abendmahlsgottesdienst nach katholischem Ritus“, wobei er explizit auch Protestanten und Nicht-Katholiken zur Kommunion einlud. Etwa 2000 Personen waren bei dieser Liturgie anwesend, die vom Ökumenischen Netzwerk „Initiative Kirche von unten“, der Kirchenvolksbewegung „Wir sind Kirche“ und der Evangelischen Kirchengemeinde Prenzlauer Berg-Nord vorbereitet wurde. Der Gottesdienst war kein Teil des offiziellen Kirchentags.
Wegen dieser Interzelebration wurde er durch den damaligen Trierer Bischof Reinhard Marx am 17. Juli 2003 vom Priesteramt suspendiert. Marx drohte Hasenhüttl mit Entzug der kirchlichen Lehrerlaubnis, falls er nicht einlenke. Als Reaktion warf Hasenhüttl den Bischöfen vor, sie verlangten „Eichmann-Gehorsam“. In der Folge äußerte sich Bundespräsident Rau, der „als evangelischer Christ“ die Haltung der katholischen Kirche zum „Abendmahlsstreit“ kritisierte.
Hasenhüttl legte sofort Beschwerde gegen die Suspension ein, weshalb diese am 21. Juli 2003 vorläufig bis zur Entscheidung des Heiligen Stuhls ausgesetzt wurde. Am 3. Juni 2004 wurde die Suspendierung vom Heiligen Stuhl per Dekret bestätigt. Hasenhüttl legte dagegen einen Rekurs ein, der aufschiebende Wirkung hatte.
Am 12. November 2004 wies die Glaubenskongregation seinen Rekurs zurück. Die Entscheidung bezeichnete die „verschiedenen Episoden, die der Beschwerdeführer zu seiner Verteidigung angeführt hat“ und welche nach Ansicht der Kongregation „sein Verhalten nicht rechtfertigen würden“, und wandte sich auch gegen „einige unhaltbare Lehrmeinungen […], die in der Beschwerde ausdrücklich enthalten sind oder implizit vorausgesetzt werden“ und welche Hasenhüttls Verhalten nicht rechtfertigen würden, sondern ihn sogar in „grundsätzlich lehrmäßiger Art“ belasten würden. Mit Dekret vom 2. Januar 2006 wurde Hasenhüttl durch Bischof Marx auch die kirchliche Lehrerlaubnis entzogen.
Zeitgleich zum Ökumenischen Kirchentag 2010 in München feierte er dort trotz Verbots erneut ein ökumenisches Abendmahl. Der Gottesdienst fand zusammen mit dem protestantischen Pfarrer Eberhard Braun im völlig überfüllten Hörsaal 1180 der TU München statt, weil keine katholische oder evangelische Kirche in München bereit war, einen Raum zur Verfügung zu stellen. Die Abendmahlfeier fand nach der leicht geänderten sogenannten Lima-Liturgie statt.

### Haltung zu den Fällen sexuellen Missbrauchs in der katholischen Kirche
Hasenhüttl macht den emeritierten Papst Benedikt XVI. direkt für die systematische Vertuschung sexuellen Missbrauchs in der römisch-katholischen Kirche verantwortlich. Als Präfekt der Glaubenskongregation habe Joseph Ratzinger – der spätere Papst Benedikt XVI. – allen Bischöfen in einem Schreiben vom 18. Mai 2001 unter Androhung kirchenrechtlicher Strafen untersagt, Missbrauchsfälle an die Öffentlichkeit zu tragen. Deswegen sei er der Hauptverantwortliche für die Vertuschung. Hasenhüttl kritisiert insbesondere den Hirtenbrief von Benedikt XVI. zum sexuellen Missbrauch in der irischen Kirche. Dies zum einen, weil er nur auf die irische Kirche fokussiere und weil Papst Benedikt die Taten „relativieren“ wolle, indem er schreibe, dass die Missbrauchsfälle kein rein kirchliches Problem seien. Als selbstverstandene Hüterin der Moral könne die Kirche nicht so argumentieren. „Wenn in Familien Missbrauch geschieht, ist das keine Rechtfertigung, dass es ihn auch in der Kirche gibt.“

### Kirchenaustritt 2010
Hasenhüttl trat am 28. September 2010 im Standesamt Saarbrücken aus der römisch-katholischen Kirche aus. In einem Brief an Bischof Stephan Ackermann erklärte er, er verlasse die Kirche „als Körperschaft des öffentlichen Rechts“, nicht jedoch die „Katholische Kirche als Glaubensgemeinschaft“. Er sei „ausschließlich als Kirchensteuerzahler willkommen“ und eine „echte Ökumene“ würde von dieser Institution nicht angestrebt. Sollte es sich zeigen, dass die Katholische Kirche als Institution sich wieder voll an Jesu froher Botschaft orientiert, werde er gerne in ihr seinen Platz wieder suchen.

## Stellungnahmen der katholischen Kirche
Bischof Marx begründete die Suspension vom priesterlichen Dienst und die Ankündigung des Entzugs der Lehrerlaubnis mit seiner besonderen Pflicht, für die Einheit der katholischen Kirche einzustehen und Sorge zu tragen. 
Ich habe die Verantwortung, dort einzuschreiten, wo offensichtlich und demonstrativ die Ordnung der Kirche verletzt wird. Die Kirche ist kein Willkürsystem, in dem jeder die Regeln nach seiner persönlichen Überzeugung aufstellen kann. Sie hat deshalb eine gemeinsame Ordnung, die der Einheit dient und dem gemeinsamen Glauben verpflichtet ist. Die Kirche ist mehr als eine bürgerliche Gesellschaft, sie hat auf der einen Seite Ordnungen, die von Christus selbst gestiftet sind und von der Kirche nicht geändert werden können, zum Beispiel die Sakramente und das Bischofsamt, es gibt aber auch menschliche Setzungen, die dem gemeinsamen Weg dienen sollen. Hier sind besonders der Papst und die Bischöfe als Gesetzgeber in der Pflicht. Die Priester als Amtsträger der Kirche können diese Ordnung nicht nach Belieben auslegen und für sich eine eigene Ordnung aufstellen. So wird die Einheit der Kirche zerstört und es werden neue Gräben aufgerissen.
Manfred Scheuer, Professor für Dogmatik und Dogmengeschichte an der Theologischen Fakultät Trier, erläuterte den Hintergrund der katholischen Lehre aus 1 Kor 10, 16f und dem Zweiten Vatikanischen Konzil (Liturgiekonstitution 7).
Peter Krämer, Inhaber des Lehrstuhls für Kirchenrecht an der Theologischen Fakultät Trier, verwies auf das kirchliche Gesetzbuch von 1983 (S. 844 §1) bezüglich Interkommunion und Loyalität (S. 273).

## Werke
- Der Glaubensvollzug. Eine Begegnung mit Rudolf Bultmann aus katholischem Glaubensverständnis. Essen 1963 (Diss.).
- Geschichte und existenziales Denken. Wiesbaden 1965.
- Der unbekannte Gott? Einsiedeln 1965.
- Charisma. Ordnungsprinzip der Kirche. Freiburg u. a. 1969.
- Gefährdet die moderne Exegese den Glauben? Graz/Köln 1970.
- Füreinander dasein. Brennpunkte moderner Glaubensproblematik. Freiburg 1971.
- Gott ohne Gott. Ein Dialog mit Jean-Paul Sartre. Graz 1972.
- Christentum ohne Kirche. Aschaffenburg 1973.
- Herrschaftsfreie Kirche. Sozio-theologische Grundlegung. Düsseldorf 1974.
- Formen kirchlicher Ketzerbewältigung (mit Josef Nolte). Düsseldorf 1976.
- Kritische Dogmatik. Graz 1979.
- Einführung in die Gotteslehre. Darmstadt 1980.
- Freiheit in Fesseln. Die Chance der Befreiungstheologie. Ein Erfahrungsbericht. Olten 1985.
- Die Augen öffnen. Betrachtungen für alle Wochen des Jahres. München 1990.
- Schwarz bin ich und schön. Der theologische Aufbruch Schwarzafrikas. Darmstadt 1991.
- Glaube ohne Mythos, 2 Bände. Mainz 2001.
  - Band 1: Offenbarung – Jesus Christus – Gott.
  - Band 2: Mensch – Glaubensgemeinschaft – Symbolhandlungen – Zukunft.
- Ökumenische Gastfreundschaft. Ein Tabu wird gebrochen. Stuttgart 2006.
- Christen gegen Christen. Der Streit um das gemeinsame Abendmahl. Stuttgart 2010.
- Glaube ohne Denkverbote. Für eine humane Religion. Darmstadt 2012.
- Die Würde des Menschen ist antastbar – in Politik und Religion. Alsdorf 2018.
- Jesus und Mohammed – Ihre unterschiedliche Botschaft für eine humane Welt. Würselen 2021.

### Kontroverse
- Gotthold Hasenhüttl: Dokumentation des Falles auf der Website der Universität des Saarlandes
- Erklärung zur „Suspendierung von Herrn Prof. Hasenhüttl“. kritische-theologie.de, Dezember 2004, archiviert vom Original am 6. April 2005; abgerufen am 16. November 2016.
- Gemeinsames Abendmahl, „Interkommunion“ oder „Eucharistische Gastfreundschaft“? (Memento vom 5. Februar 2012 im Internet Archive) IKvu-Special, zusammengestellt von Thomas Wystrach, 17. Dezember 2004.
- Raymund Schwager: Fall „Hasenhüttl“. Universität Innsbruck, 28. Juli 2003.
- P. Engelbert Recktenwald FSSP: Darf ein Christ an Gott glauben? Der Fall Gotthold Hasenhüttl. kath-info.de, archiviert vom Original am 11. Februar 2013; abgerufen am 16. November 2016.